# 빅토리아 에이트켄
캐서린 빅토리아 에이트켄(Catherine Victoria Aitken, 1965년 4월 20일 ~ )은 영국의 전 패션 모델이자 전 스펜서 백작부인으로, 웨일스 공비 다이애나의 동생인 제9대 스펜서 백작 찰스 스펜서의 전 부인이다.